# Christian Pfaff (Schauspieler)
Christian Pfaff (* 27. Januar 1968 in Heide) ist ein ehemaliger deutscher Schauspieler.
Pfaff wurde auf einem Schulhof von Regisseur Lutz Büscher für die TV-Serie Ein Fall für TKKG entdeckt. Dort spielte er Karl Vierstein. Nach Beendigung der zwölfteiligen Serie kehrte Pfaff allerdings nicht mehr auf den Bildschirm zurück. Er machte stattdessen das Abitur und studierte anschließend Biologie.